# Rödstjärtad paradisfågel
Rödstjärtad paradisfågel (Paradisaea rubra) är en fågel i familjen paradisfåglar inom ordningen tättingar.

## Utbredning och systematik
Fågeln förekommer på de västpapuanska öarna Waigeo, Batanta, Gemien och Saonek. Den behandlas som monotypisk, det vill säga att den inte delas in i några underarter.

## Status
IUCN kategoriserar arten som nära hotad.

## Bilder

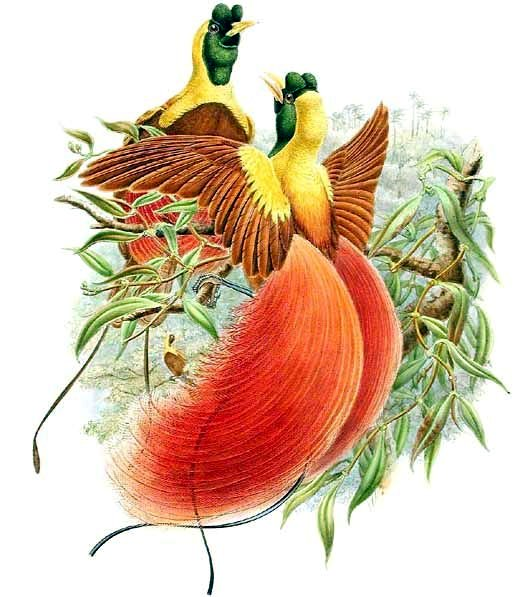
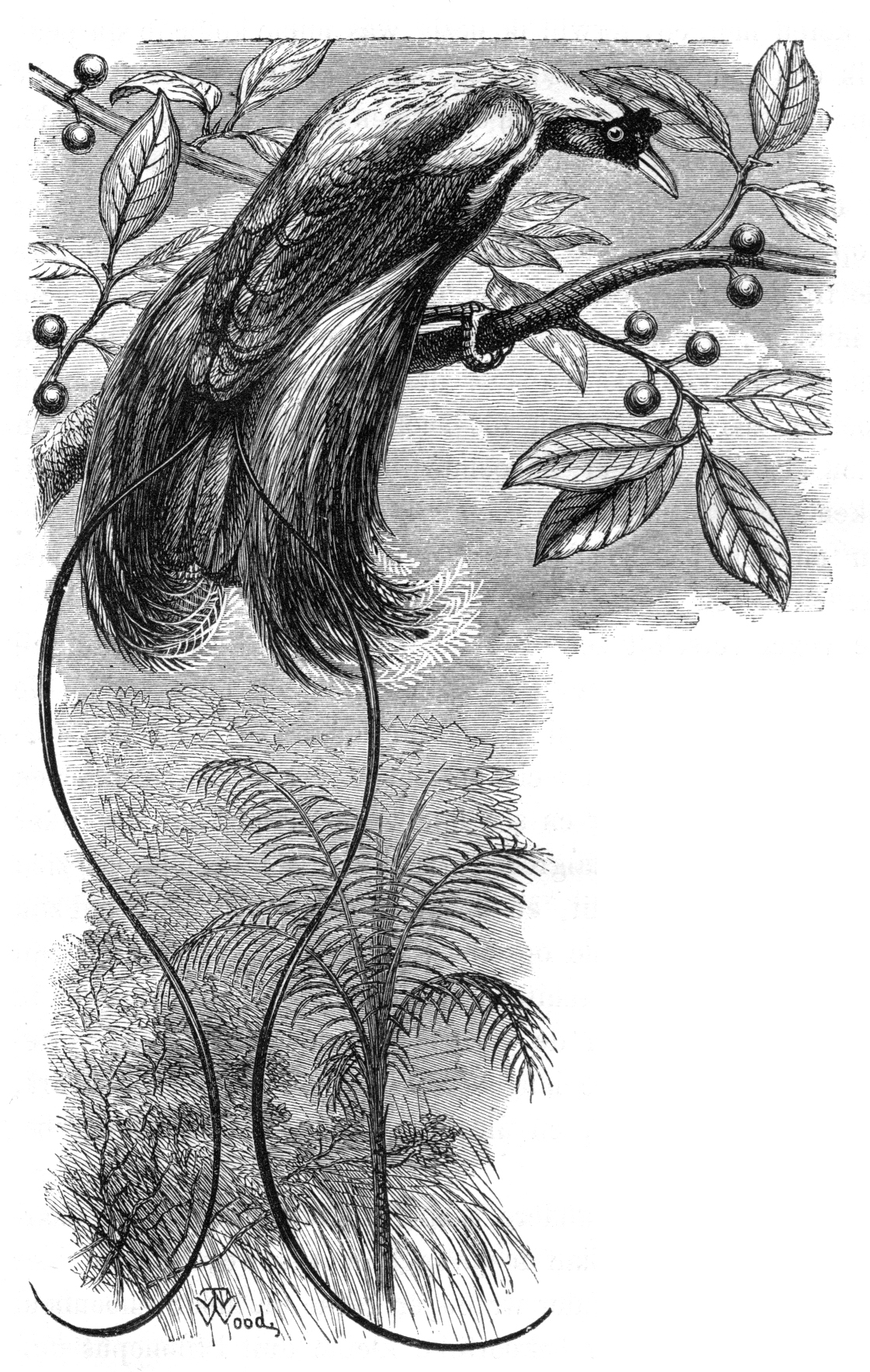
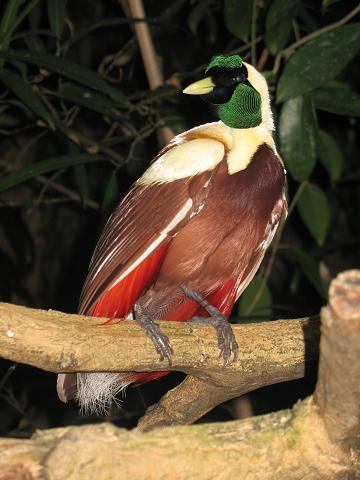
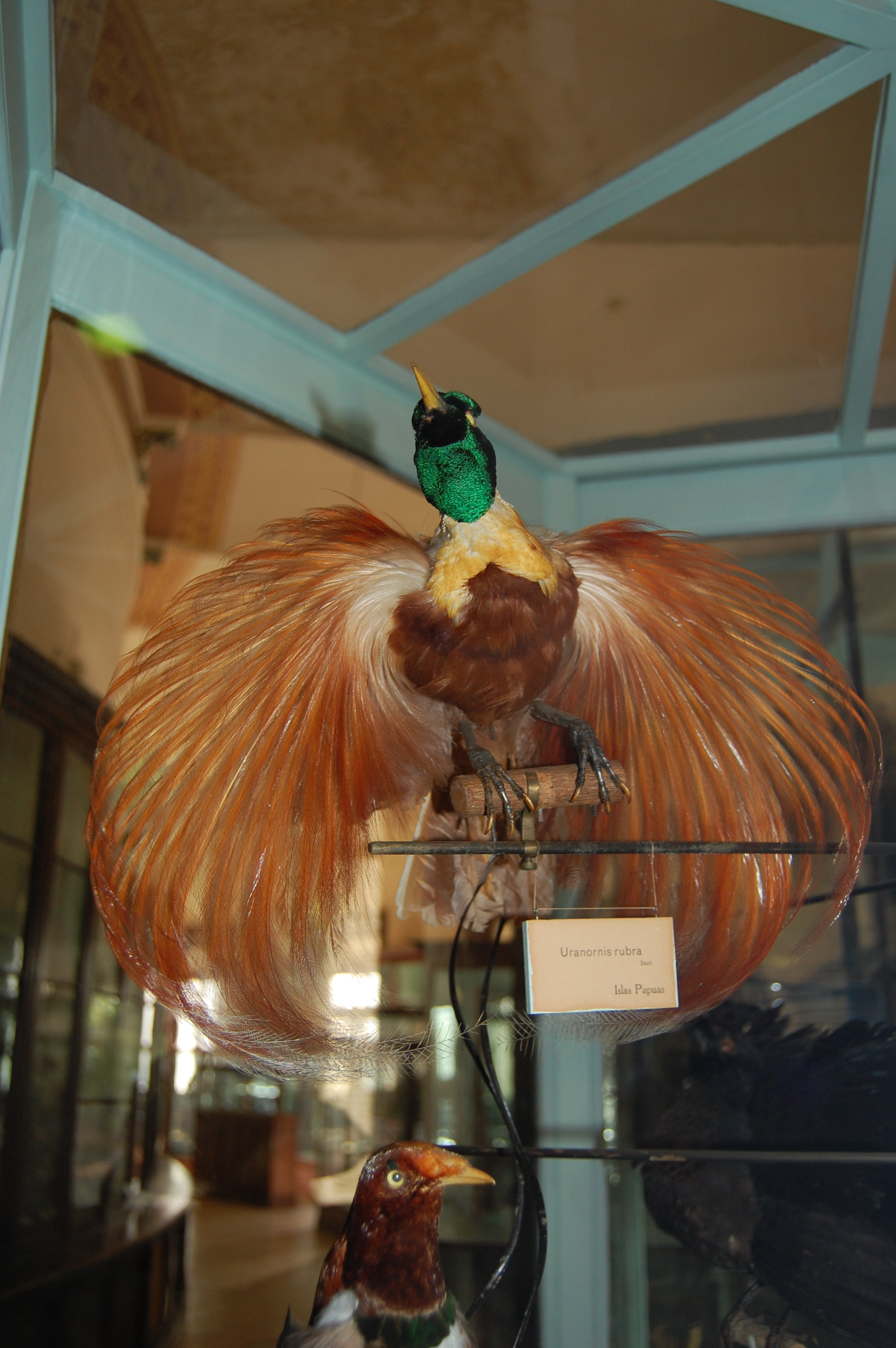
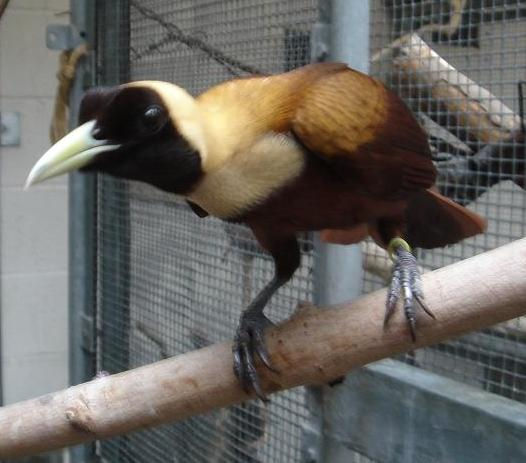
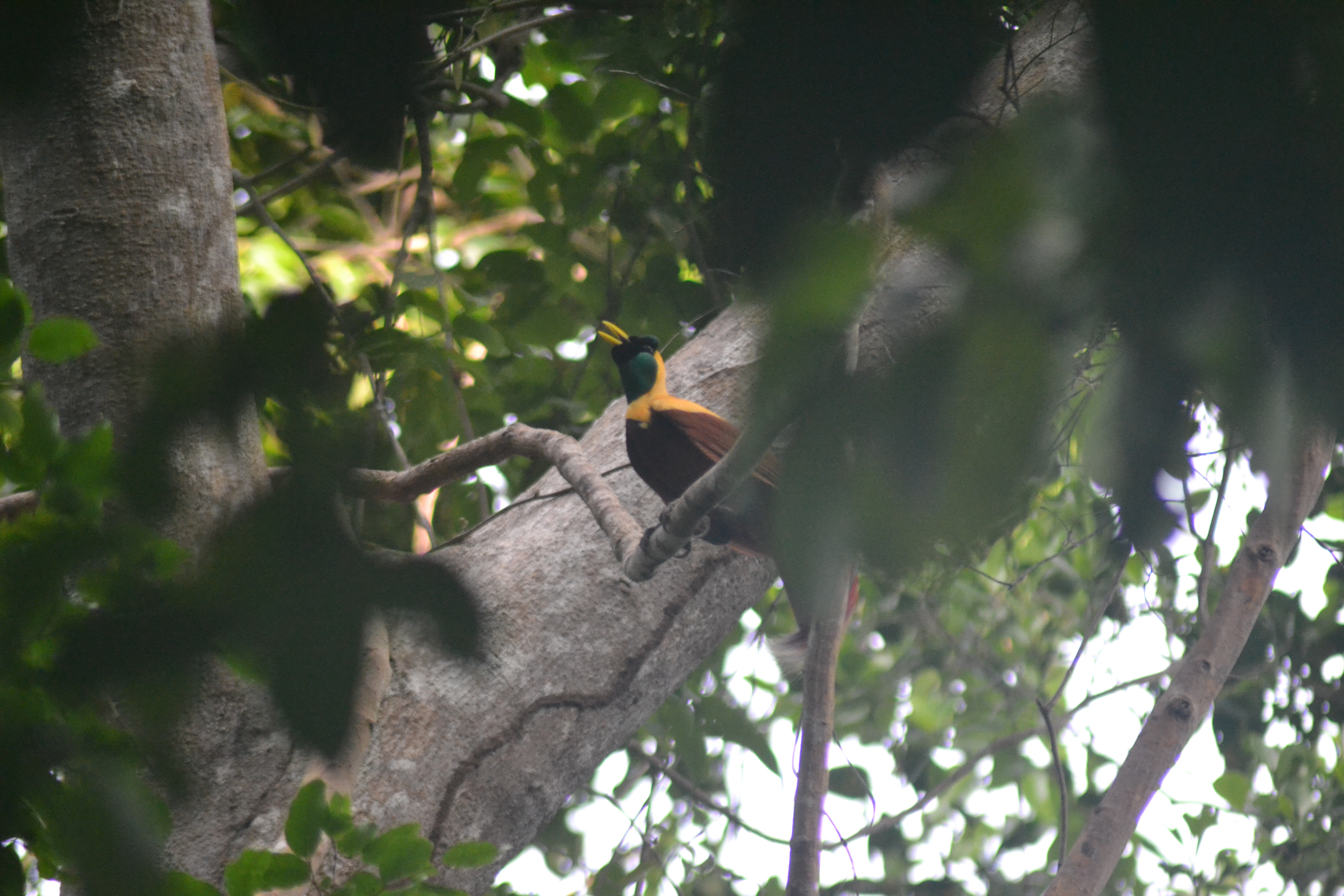